# Chrysolina timarchoides
Chrysolina timarchoides is een keversoort uit de familie bladkevers (Chrysomelidae). De wetenschappelijke naam van de soort werd in 1882 gepubliceerd door Charles Nicolas François Brisout de Barneville.